# Ghanese hockeyploeg (mannen)
De Ghanese hockeyploeg voor mannen is de nationale ploeg die Ghana vertegenwoordigt tijdens interlands in het hockey.
In 1974 won het Ghanese team het eerste Afrikaanse kampioenschap. Het team kon zich kwalificeren voor het WK van 1975 waar ze op de twaalfde (en tevens laatste) plaats eindigden. Op het Afrikaans kampioenschap van 1983, 2005 en 2009 eindigden ze derde.

## Erelijst Ghanese hockeyploeg
| Jaar | Champions Trophy | Afrikaans kampioenschap | Olympische Spelen | Wereldkampioenschap      | Hockey World League Hockey Pro League |
| ---- | ---------------- | ----------------------- | ----------------- | ------------------------ | ------------------------------------- |
| 1960 |                  |                         | geen deelname     |                          |                                       |
| 1964 |                  |                         | geen deelname     |                          |                                       |
| 1968 |                  |                         | geen deelname     |                          |                                       |
| 1970 |                  |                         |                   |                          |                                       |
| 1971 |                  |                         |                   | geen deelname            |                                       |
| 1972 |                  |                         | geen deelname     |                          |                                       |
| 1973 |                  |                         |                   | geen deelname            |                                       |
| 1974 |                  | AF 1974 Caïro           |                   |                          |                                       |
| 1975 |                  |                         |                   | 12e WK 1975 Kuala Lumpur |                                       |
| 1976 |                  |                         | geen deelname     |                          |                                       |
| 1978 | geen deelname    |                         |                   | geen deelname            |                                       |
| 1980 | geen deelname    |                         | geen deelname     |                          |                                       |
| 1981 | geen deelname    |                         |                   |                          |                                       |
| 1982 | geen deelname    |                         |                   | geen deelname            |                                       |
| 1983 | geen deelname    | AF 1983 Caïro           |                   |                          |                                       |
| 1984 | geen deelname    |                         | geen deelname     |                          |                                       |
| 1985 | geen deelname    |                         |                   |                          |                                       |
| 1986 | geen deelname    |                         |                   | geen deelname            |                                       |
| 1987 | geen deelname    |                         |                   |                          |                                       |
| 1988 | geen deelname    |                         | geen deelname     |                          |                                       |
| 1989 | geen deelname    | geen deelname           |                   |                          |                                       |
| 1990 | geen deelname    |                         |                   | geen deelname            |                                       |
| 1991 | geen deelname    |                         |                   |                          |                                       |
| 1992 | geen deelname    |                         | geen deelname     |                          |                                       |
| 1993 | geen deelname    | geen deelname           |                   |                          |                                       |
| 1994 | geen deelname    |                         |                   | geen deelname            |                                       |
| 1995 | geen deelname    |                         |                   |                          |                                       |
| 1996 | geen deelname    | geen deelname           | geen deelname     |                          |                                       |
| 1997 | geen deelname    |                         |                   |                          |                                       |
| 1998 | geen deelname    |                         |                   | geen deelname            |                                       |
| 1999 | geen deelname    |                         |                   |                          |                                       |
| 2000 | geen deelname    | 4e AF 2000 Bulawayo     | geen deelname     |                          |                                       |
| 2001 | geen deelname    |                         |                   |                          |                                       |
| 2002 | geen deelname    |                         |                   | geen deelname            |                                       |
| 2003 | geen deelname    |                         |                   |                          |                                       |
| 2004 | geen deelname    |                         | geen deelname     |                          |                                       |
| 2005 | geen deelname    | AF 2005 Pretoria        |                   |                          |                                       |
| 2006 | geen deelname    |                         |                   | geen deelname            |                                       |
| 2007 | geen deelname    |                         |                   |                          |                                       |
| 2008 | geen deelname    |                         | geen deelname     |                          |                                       |
| 2009 | geen deelname    | AF 2009 Accra           |                   |                          |                                       |
| 2010 | geen deelname    |                         |                   | geen deelname            |                                       |
| 2011 | geen deelname    |                         |                   |                          |                                       |
| 2012 | geen deelname    |                         | geen deelname     |                          |                                       |
| 2013 |                  | geen deelname           |                   |                          | eerste ronde HWL 2012-13              |
| 2014 | geen deelname    |                         |                   | geen deelname            |                                       |
| 2015 |                  |                         |                   |                          | eerste ronde HWL 2014-15              |
| 2016 | geen deelname    |                         | geen deelname     |                          |                                       |
| 2017 |                  | AF 2017 Ismaïlia        |                   |                          | 28e HWL 2016-17                       |
| 2018 | geen deelname    |                         |                   | geen deelname            |                                       |
| 2019 |                  |                         |                   |                          | geen deelname                         |
| 2021 |                  |                         | geen deelname     |                          | geen deelname                         |
| 2022 |                  | 5e AF 2022 Accra        |                   |                          | geen deelname                         |
| 2023 |                  |                         |                   | geen deelname            | geen deelname                         |
| 2024 |                  |                         | geen deelname     |                          | geen deelname                         |